# Magnaporthe poae
Magnaporthe poae är en svampart som beskrevs av Landsch. & N. Jacks. 1989. Magnaporthe poae ingår i släktet Magnaporthe och familjen Magnaporthaceae.   Inga underarter finns listade i Catalogue of Life.